# St. Michael (Pforten)

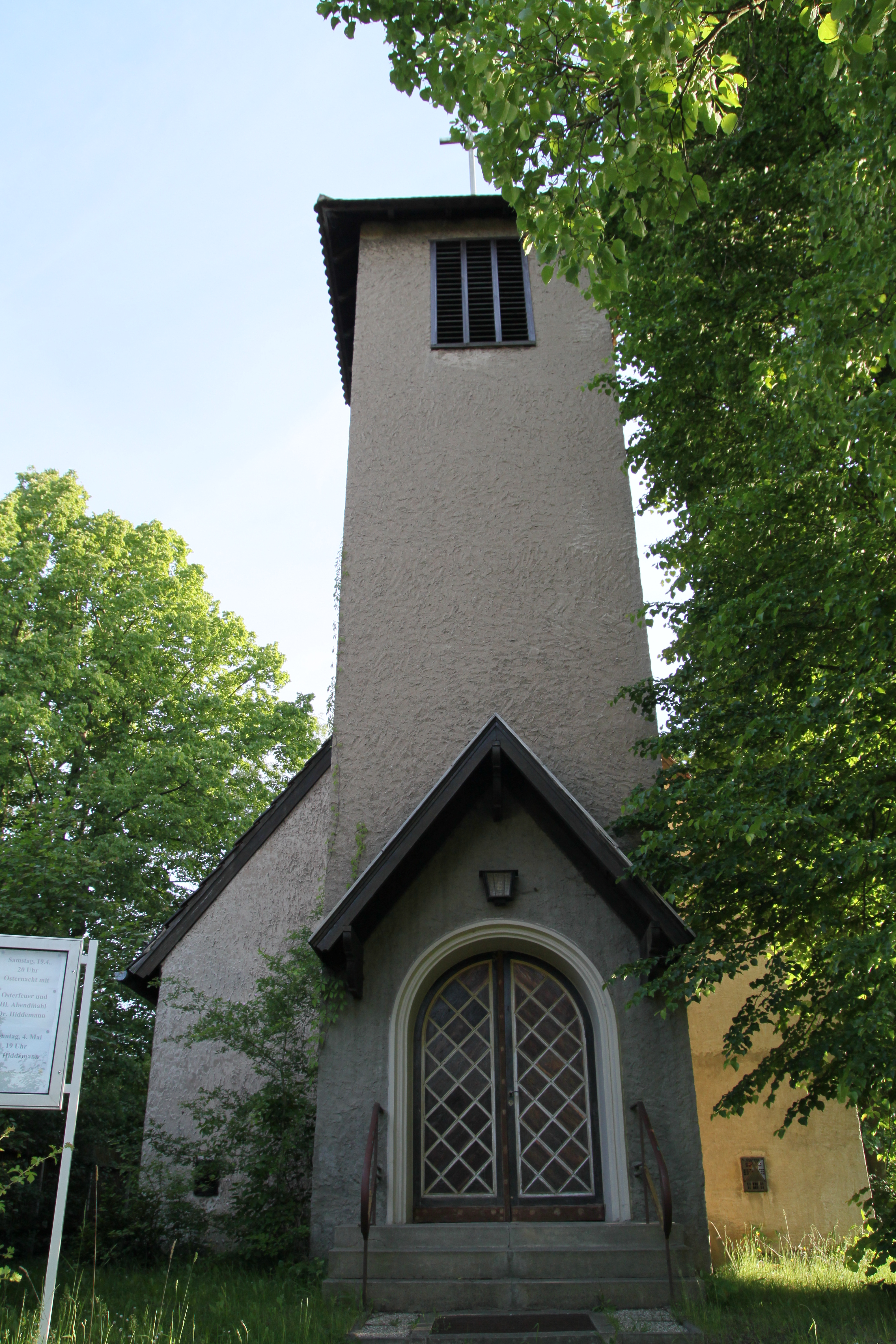
Kirche St. Michael in Gera-Pforten

Die evangelische Dorfkirche St. Michael  steht im Ortsteil Pforten der kreisfreien Stadt Gera in Thüringen.

## Geschichte
Um 1632 gab es in der Nähe des Rittergutes Pforten eine Kapelle.
Die um 1900 wachsende Bevölkerung und die damit verbundene Stadterweiterung machte ein größeres Gotteshaus erforderlich. Im Jahr 1939 wurde die heutige Kirche als Notkirche errichtet. Bei der ersten Weihe brachten die Deutschen Christen auf dem Dachreiter statt eines christlichen Kreuzes ein Hakenkreuz an. Dagegen protestierte originellerweise die NSDAP und forderte die Entfernung des Hakenkreuzes. Am 29. September 1945 wurde die Kirche „St. Michael“ erneut geweiht, weil die erste Weihe nicht mehr anerkannt wurde.
1951 erfolgte der Bau des viereckigen, mit schlichtem Putz versehenen und dominierenden Glockenturms mit flachem Zeltdach und bekrönendem Kreuz.
2005 wurde das Turmkreuz erneuert und das Dach neu gedeckt.
Die Kirche gehört zur Kirchgemeinde Gera und wurde bis 2022 für Abendgottesdienste genutzt. Am 2. November 2022 beschloss der Gemeindekirchenrat der Kirchgemeinde Gera, sich von dem Gebäude zu trennen. Die Entwidmung wurde mit einem letzten Gottesdienst unter Leitung von Regionalbischöfin Friederike Spengler am 16. Juli 2023 vollzogen.

## Ausstattung
In der Apsis ist eine Metallplastik des Geraer Künstlers Herbert Enke angebracht, die den Erzengel Michael darstellt.
Die Glocke von 1918 aus der Apoldaer Werkstatt Ulrich ist der älteste Ausstattungsgegenstand.
Nach der Entwidmung werden diese Gegenstände an andere Orte kommen, die aktuell noch nicht feststehen.